# マルコム・X
マルコムX（Malcolm X, 1925年5月19日 - 1965年2月21日）、出生名マルコム・リトル（Malcolm Little）は、アフリカ系アメリカ人の急進的黒人解放運動指導者、イスラム教導師である。公民権運動の時代に活躍し、特に貧困層のアフリカ系アメリカ人から支持された。彼はネーション・オブ・イスラムのスポークスマンだったが、後に教団を離脱した。
マルコムは、父親の死と母親の入院後、一連の児童養護施設や里親の家で青春時代を過ごした。彼は20歳から27歳まで服役したが、刑務所の中でネーション・オブ・イスラムに参加し、マルコムXという名前を採用した（"X"はアフリカ系の先祖代々の名字が不明であることを象徴している）。マルコムXはその後12年間、組織の顔として活動し、黒人と白人の分離を提唱し、また非暴力と人種統合を重視するメインストリームの公民権運動を批判した。マルコムXは1950年6月29日に当時のトルーマン大統領に宛てた手紙のなかで「自分は以前から共産主義者であった」と記述して以降、連邦捜査局（FBI）の監視下にあった。
1960年代になると、マルコムXはネーション・オブ・イスラムとその指導者であるイライジャ・ムハンマドに幻滅し始めた。彼はその後、メッカへのハッジを完了した後、スンニ派イスラム教と公民権運動を受け入れ、エル・ハッジ・マリク・エル＝シャバーズ（el-Hajj Malik el-Shabazz）として知られるようになった。 アフリカを横断した短い期間の後には、公然とネーション・オブ・イスラムを放棄し、ムスリム・モスク・インク(MMI)とパン・アフリカ主義アフリカ系アメリカ人統一機構(OAAU)を設立した。1964年を通じて彼とネーション・オブ・イスラムの対立は激化し、彼は何度も死の脅迫を受けることとなった。1965年2月21日、ニューヨークで暗殺された。3人のネーション・オブ・イスラムのメンバーが殺人罪で起訴され、無期懲役の終身刑が言い渡された。しかし暗殺がネーションの指導者や他のメンバー、あるいは政府によって考案されたのか、本当の実行犯は逮捕された3人であったのかなど、銃撃後数十年に渡って多くの仮説・推測が流れることとなった。そして長い年月を経て、実行犯とされた3人のうち、2人の冤罪が確定した。
人種差別と暴力を説いたとして物議を醸したマルコムXは、人種間の平等と正義を追求したことでも、アフリカ系アメリカ人やその他の人種、世界の一部の人々に知られている。彼の死後に「マルコムXの日」が創設され、全米のさまざまな都市で記念式典が行われ、また何百もの通りや学校が、「彼にちなんで改名」されている。また2000年には彼が暗殺されたオーデュボン・ボールルームが一部再開発され、マルコムXとベティ・シャバズ博士の記念館と教育センターが設置された。

## 生涯
マルコムはネブラスカ州オマハに生まれる。バプテストの反体制的な牧師だった彼の父親アール・リトルは、アメリカに黒人の自由は存在しないと考えている人物だった。母ルイーズは美人で肌の色は薄く、西インド諸島のグレナダ出身だった。自宅敷地内に家庭菜園を作り家畜を育てほぼ自給自足に近い生活を送り、周辺に住む他の黒人のように白人に媚び諂い仕事を分けてもらうことを良しとしない人物だった。両親が万国黒人地位改善協会およびアフリカ人共同体連盟（UNIA・UNIA-ACL）（英語: Universal Negro Improvement Association and African Communities League）の活動家であったため、一家は当時大きな勢力を誇っていたKKKの標的にされていた。
父アールは1931年にミシガン州ランシングの道路上で、路面電車による轢死体となって発見された。警察は事故死とした扱われたが、母ルイーズは白人至上主義団体による殺人だと信じていた。マルコムは、父・叔父の4人のうち、3人を白人による暴力によって殺害されている。ルイーズは初婚であったが、当時マルコムの父は二つの保険会社の生命保険に入っており、その内の一つは受け取りの金額が僅か数百ドルと小額だったため保険金が支払われたが、もう一つの保険会社は受け取りの金額が大きかったため、警察が自殺と判断したとの理由により「保険金は支払われなかった」。
ルイーズは、その母親（マルコムの祖母）が白人に強姦されて生まれた混血のムラートだと、周囲では噂されていた。一見すると褐色の肌の白人と間違えられ、そのお陰で職を得られたこともあったが、白人の血が入った黒人であるとの噂が発覚すると即座に解雇された。ルイーズは夫の死後、9人の子供を一人で育てることになったが、精神を病み、精神病院に送られた。その結果、子供たちはそれぞれ別の家へ里子に出された。マルコムは、以前からよく食事に行っていた近所のゴハナ家に里子に出されたが、自伝のなかで、ゴハナ家ではあくまでも高価あるいは珍しい動物としてしか扱われなかったと語っている。
マルコムは幼い頃から優秀な成績を収め、学級委員長に何度も当選もしたが、引越し先ではやむを得ず白人の学校に唯一の黒人生徒として通うこともあり、彼の席は常に一番後ろだった。白人教師からも将来何になりたいかを聞かれた際に弁護士か医者と答えたが、「黒人はどんなに頑張っても偉くなれない。黒人らしい夢を見た方がいい」と諭され、手先の器用さと人当たりの良さを生かして「大工になることを勧められた」。後年のマルコムはこれについて、「先生がその日、私に忠告したことは善意だからとわかっている。私を傷つけようとする気はなかったのだ」と振り返っている。
マルコムは13歳の時に逮捕され、ミシガン州メイソン郡の少年鑑別所に入れられた後、ウエスト・ジュニア・ハイスクールに通った。中学クラスでは、黒人はマルコムのみで、他の生徒は全て白人だったという。ただ、マルコムは前述のように成績優秀なクラスの人気者だったため、マルコムのことを好意を寄せる女生徒もおり、またマルコムも白人のガールフレンドと交際していた。ハイスクールに通った後、ミシガン州のハイスクールへ通ったが、卒業前に退学している。その後マルコムは、異母姉のエラ（アールと前妻の娘）と一緒に住むためにボストンへ転居し、リンディー・ナイトクラブで靴磨きの仕事に就いた。自伝ではデューク・エリントンや他の有名な音楽家の靴を磨いたと語っている。また歴史あるオムニ・パーカー・ハウス・ホテルではテーブル片付け係として働いていた。このホテルはジョン・F・ケネディがジャクリーン・ケネディ・オナシスにプロポーズした場所であり、ホー・チ・ミンがシェフをつとめていたことでも知られている。
その後、ニューヨークのハーレムで、ナンバー賭博の仲介や、窃盗などの違法行為に手を染めた。黒人の仲間達からは、彼の髪の色から「レッド」の愛称で親しまれていた。
1946年1月12日、20歳の時に逮捕され、裁判の結果、火器の不法所持・窃盗・住居侵入の罪で懲役8〜10年の刑が宣告された。通常、初犯者の窃盗罪では懲役2年程度の刑になることが多いため、彼が白人女性と継続的な性的関係を持っていたことが理由で、通常よりも重い刑罰になったのだとマルコム自身は考えていた。収監されたチャールズタウン州刑務所では特に神と聖書を罵倒していたマルコムだったが、イライジャ・ムハンマドの教徒の囚人からブラック・ムスリム運動を知ることとなり、その教えを勤勉に研究した。マルコムは独学で知識を進歩させながら、イライジャと文通を始め、毎日のように手紙を書いた。異母姉のエラは、より自由のきくノーフォークのマサチューセッツ州刑務所に彼が移送されるよう支援をした。そこで彼は熱心な指導者となり、歴史上および哲学上にイライジャ・ムハンマドの教えとNOI（ネーション・オブ・イスラム）の正当性を発見した。彼は刑務所内の毎週の討論会に参加し、知識を広げ、筆跡を改善するために刑務所図書館の全辞書を筆写したりもした。刑務所内で勉強するための割り当て時間を越えて、消灯後も独房内で月明かりや通路の照明だけを頼りに読書や辞筆写していたため、収監前は2.0あった視力が0.2まで落ちることになった。そのため、後にトレードマークとなるサーモント型の近眼鏡を常用するようになる。また名を知られた後のマルコムは、出身大学を訊ねるマスコミに「刑務所内の図書館だ」と答えている。
マルコムは1952年8月7日に仮釈放（正式な釈放は1953年5月）され、スーツケースと眼鏡、時計を購入した。後に彼はこれらのものが「新たに始まろうとしていた人生に備えていた」と語った。
マルコムが「マルコムX」と名乗ったのは1950年12月の手紙が最初である。（1952年9月、彼はNOIから"X"という姓を授かり、これ以降「マルコムX」を名乗ったとする説もある）。アメリカ黒人の「姓」は本来の彼らの姓ではなく、奴隷所有者が勝手につけたものにすぎず、未知数を意味する「X」は失われた本来の姓を象徴するとNOIでは考え、同名の人物が同じモスクにいる場合には、入信順に「X」の前に番号をつけて○○2X、○○3X、とした。また、マルコムは"X"ではなく"シャバーズ"という姓を名乗る許可をNOIから得ており、1957年には広くマルコム・シャバーズと名乗っていた。
1957年、NOIの一人が警察官に暴行を受け逮捕された。教団はこれに抗議、マルコムとFOI（Fruit of Islam、信者のうち警護等を担当する部隊）メンバーらを中心とした群衆が留置所前に集まり、仲間を病院へ送るよう要求した。この要求が受け入れられたことで、NOIとマルコムは一躍名を知られることとなった。またマルコムはサム・クックやモハメド・アリ、ビリー・ホリディらと親しく、ライオネル・ハンプトン他のジャズを見に行くなど、文化人的な面も強かった。
1962年、イライジャ・ムハマドが十代の少女に子を産ませていたことが判明したことで、NOIに失望したマルコムは彼の行為を告発する。その行為は、NOIにおける自身は立場を危うくすることとなった。1963年2月にはNOIがマルコム暗殺を試みて失敗。そしてNOIを脱退したマルコムが1964年3月にムスリム・モスク・インクを組織するに至り、マルコムとNOIの緊張はさらに強くなっていた。
NOIを脱退から数週間後、彼のもとを訪れた数名のイスラム教徒の勧めに従って、マルコムはスンニ派に改宗。翌1964年4月にはアフリカ・中東に赴き、メッカ巡礼成就の意味を込めたエル・ハジ・マリク・エル＝シャバーズへと正式に改名した。またそこで、白人でありながらも自分たち黒人を肌で判断しないアラブ人に感化され、アメリカでの「白人」とは肌の色よりも黒人を対象にしたときの態度・行動であるという新しい視点を得ることとなった。また世界中から集まったあらゆる肌のイスラム教徒が同じ儀式に参加する光景にも感銘を受けた。特にジェッダで出会った元アラブ連盟初代事務局長のアブドゥル・ラフマーン・ハサン・アッザーム博士の影響で正統派のイスラム教に目覚めることとなった。サウジアラビアのファイサル王子からは国賓として扱われたマルコムは、巡礼の儀式を終えた後にファイサル王子とともに現地のイスラム教徒の歓声に応えた。
さらにマルコムは、新たに立ち上げたアフリカ系アメリカ人統一機構のリーダーとしてアフリカ統一機構の会議に出席して汎アフリカ主義の指導者と親睦を深め、エジプトのガマール・アブドゥル＝ナーセルやガーナのクワメ・エンクルマなどに招待されてアフリカ諸国を歴訪した。
それまでNOIに強く影響を受けた黒人至上主義者だったマルコムは、このアフリカ・中東訪問を経ることで、アメリカの黒人問題は公民権問題にとどまらない国際的な問題であるとの視点に立ち、黒人は第三世界と連帯するべきだと主張するようになった。

### 暗殺

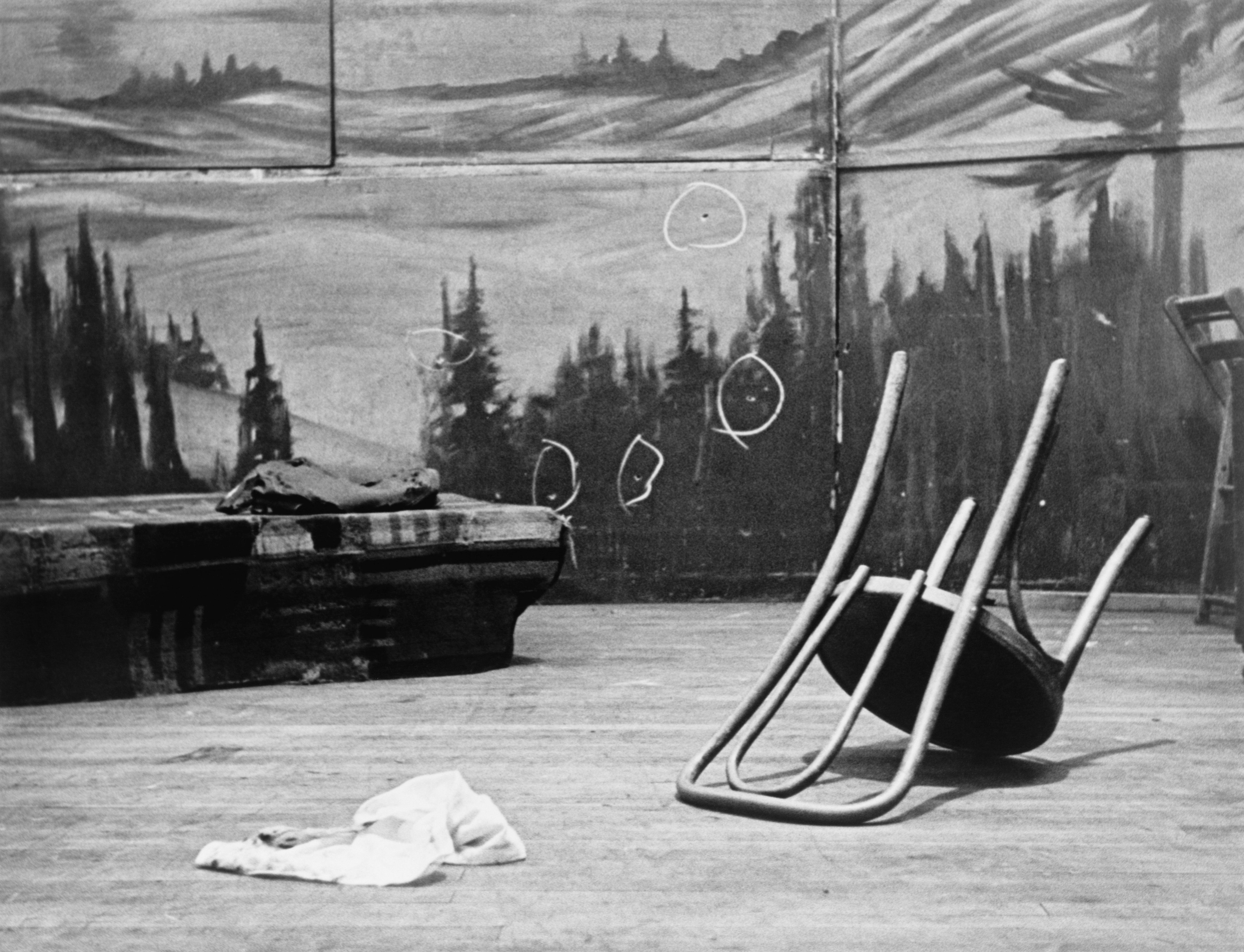
ステージに開いた銃弾の跡

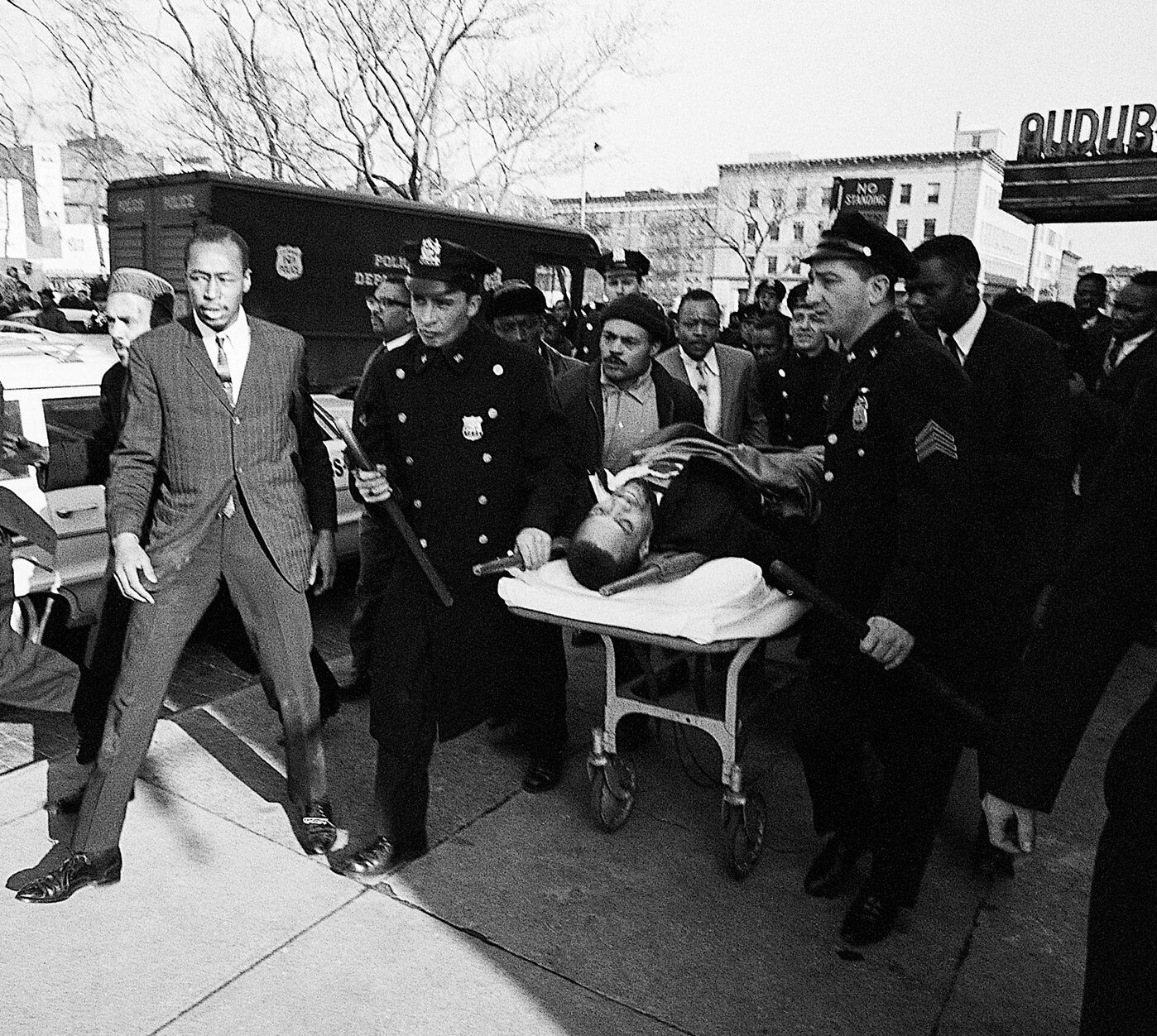
銃撃事件後、担架でオードゥボン舞踊場から運び出されるマルコム

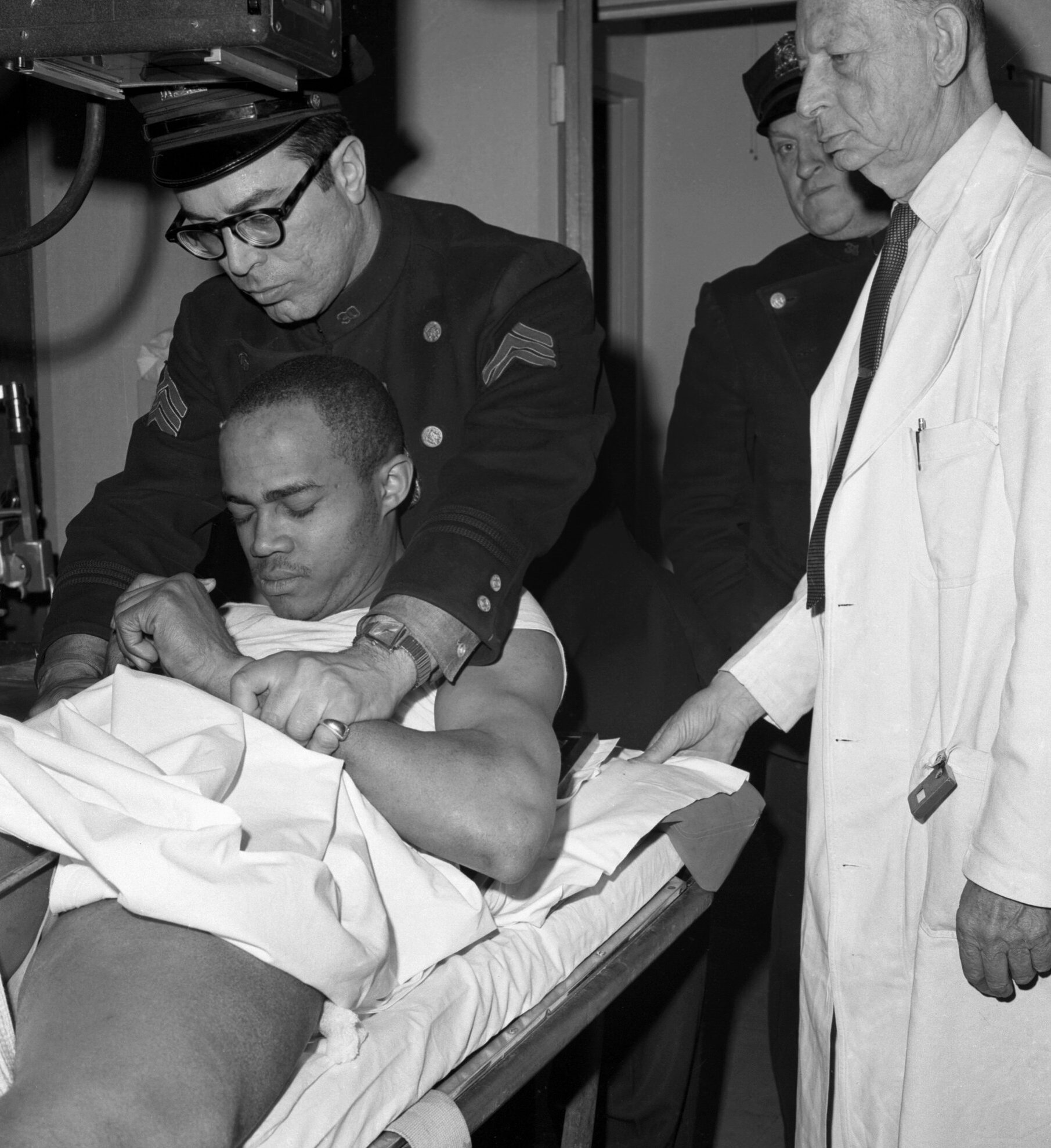
マルコムを暗殺した後、搬送された病院で警察官に拘束される銃撃犯の一人タルマージ・ヘイヤー（トーマス・ヘーガン）彼はマルコム撃った後、舞踊場から逃げようとした時にマルコムのボディーガードの一人に足を撃たれた。 銃創に阻まれたヘーガンは、銃撃を目撃した群衆の数人につかまり、警察官が到着するまでヘーガンは現場でリンチを受けた。

NOIに侵入していたFBIの潜入捜査官は、マルコムがNOIによって暗殺の対象になったと報告した。NOIの暗殺の対象となったマルコムは、護衛なしでの外出をしなくなった。ライフ誌は、M1カービン銃を持ち、カーテンの隙間から外を凝視するマルコムの写真を掲載した。この写真は、自身と家族が毎日受けていた死の脅迫からの自己防衛をするとのマルコムの宣言により、写真は公表された。
1965年2月14日NOIメンバーがニューヨークのマルコムの自宅を火炎瓶で襲撃したが、マルコムと彼の家族は無事だった。
自宅襲撃事件から一週間後の2月21日、マルコムはマンハッタン・ワシントンハイツ地区にあるオードゥボン舞踊場で開催された集会に参加した。会場にはマルコムの妻と娘を含む約400人の群衆の観衆が集まっていた。その日のゲストスピーカー全員が会場に現れなかった。控室では登壇を見合わせるようアドバイスするものもいた。まだマルコムは「爆破事件のことを皆が聞きたがっている」とステージに上がった。スピーチが始まると会場から、「俺のポケットから手を離せ！ ポケットにさわるな！」との男の声が響き、騒ぎが起こった。マルコムのボディーガードが騒動に対処しようとした時、最前列いた別の男がステージに突進し、取り出した短い散弾銃をマルコムの胸に向けて発射。さらに別の二人の男がステージに素早く近づくと、短銃をマルコムに向けて発砲した。犯人の一人は現場で取り押さえられたが、残りの二人は逃走した。計15発の銃弾を受けたマルコムはコロンビア長老教会病院に運び込まれが、死亡が確認された。そしてニューヨーク州ハーツデールのファーンクリフ墓地に埋葬された。
現場で取り押さえられたタルマージ・ヘイヤー（トーマス・ヘーガン）、彼と同じNOI信者のノーマン・3X・バトラー（ムハンマド・アブドゥル・アジズ）およびトマス・15X・ジョンソン（カリル・イスラム）の三人が殺人罪で逮捕・起訴された。ヘーガンは、マルコムXが意見の相違からNOIと袂を分かったことが動機だと語り、またアジスとイスラムの二人は犯行とは無関係だと証言した（ただし真の共犯者が誰なのかは取り調べでも、裁判でも話さなかった）。二人も、自分たちは事件と何の関係もないと主張した。1966年3月、裁判所は三人全員に対して第一級殺人での有罪判決が下した。
判決から44年を経た2010年4月27日、ヘーガンの17回目の仮釈放申請が認められた。ヘーガンに課せられたのは無期禁固刑だったが、1992年以降は、仕事を続けることを条件に、週5日間は自宅、残りの2日を刑務所で過ごすプログラムが適用されていた。なお、アジズは1985年に仮釈放されている。またイスラムは1987年に仮釈放が認められ、2009年に死去した。
生前のマルコムは、自分の命を狙っているのは教団だけでなくFBIやCIAも協力しているのではないか、との思いを漏らしていたが、彼の死後もそのような噂が絶えることはなかった。2020年2月にNetflixがドキュメンタリーシリーズ『 マルコムX 暗殺の真相 （英語:  Who Killed Malcolm X?）』の配信を開始した。その後マンハッタン地区検事局は、NPO「イノセンス・プロジェクト」との面会を受けて、マルコム殺害をめぐる有罪判決についての見直し調査を開始した。
2021年2月にはニューヨーク市警の元警察官だったレイモンド・ウッド（2020年11月死去）の手記が彼の遺族によって公開された。この手記には、マルコムの身辺警護責任者だった側近2人をマルコムから遠ざける任務についたウッドが、マルコムのグループに潜入し、側近2人をそそのかして犯罪に関与させ、暗殺の数日前にニューヨーク市警に逮捕させた（しかし当時のウッドは標的がマルコムだとは認識していなかった）ことが記されていた。また、それらの結果として警備が手薄になったことがマルコム暗殺に繋がったとの考えも述べられていた。また生前のウッドは、自身が死ぬまでこの手記は公開しないように言っていたという。マルコム暗殺にニューヨーク市警とFBIが関与していた可能性を示唆する内容を受けて、マルコムの遺族は真相究明を訴えた。
2021年11月17日、アジズとイスラムの弁護士やニューヨーク市検察当局の調査で、アジズとイスラムの無罪である証拠となるFBI文書が見つかっていることが発表され、「有罪判決が取り消される」見込みだと報じられた。翌18日、裁判所は2人の有罪判決を取り消した。

### 自伝
1964年と1965年の間に、マルコムの死の直前まで行われたインタビューに基づき、アレックス・ヘイリーによって執筆された『マルコムX自伝』は1965年に出版され、タイム誌によって20世紀の10冊の最も重要なノンフィクションの中の1つに選ばれた。日本語訳は1968年に河出書房（現河出書房新社）より約半分の内容の抄訳版が『マルカムX自伝』と題して刊行された。全訳版は1992年に映画『マルコムX』（監督：スパイク・リー、主演：デンゼル・ワシントン）公開に合わせて同出版社より現在の『マルコムX自伝』として刊行された。

### 文化的影響
ジョージ・クリントンはマルコムの演説を初めて聞いた時の感想として、「大変だ。マルコムのせいで俺たちは皆、殺されてしまう」と感じたという。これらのほかに、一般大衆へのメッセージと題した演説が良く知られている。また信奉者として、アーチー・シェップ、ラスト・ポエッツ、ギル・スコット・ヘロン、スパイク・リー、KRSワンらがよく知られており、パブリック・エナミーやスクーリーDらの楽曲ではマルコムの音声がサンプリングされている。

## キング牧師との関係

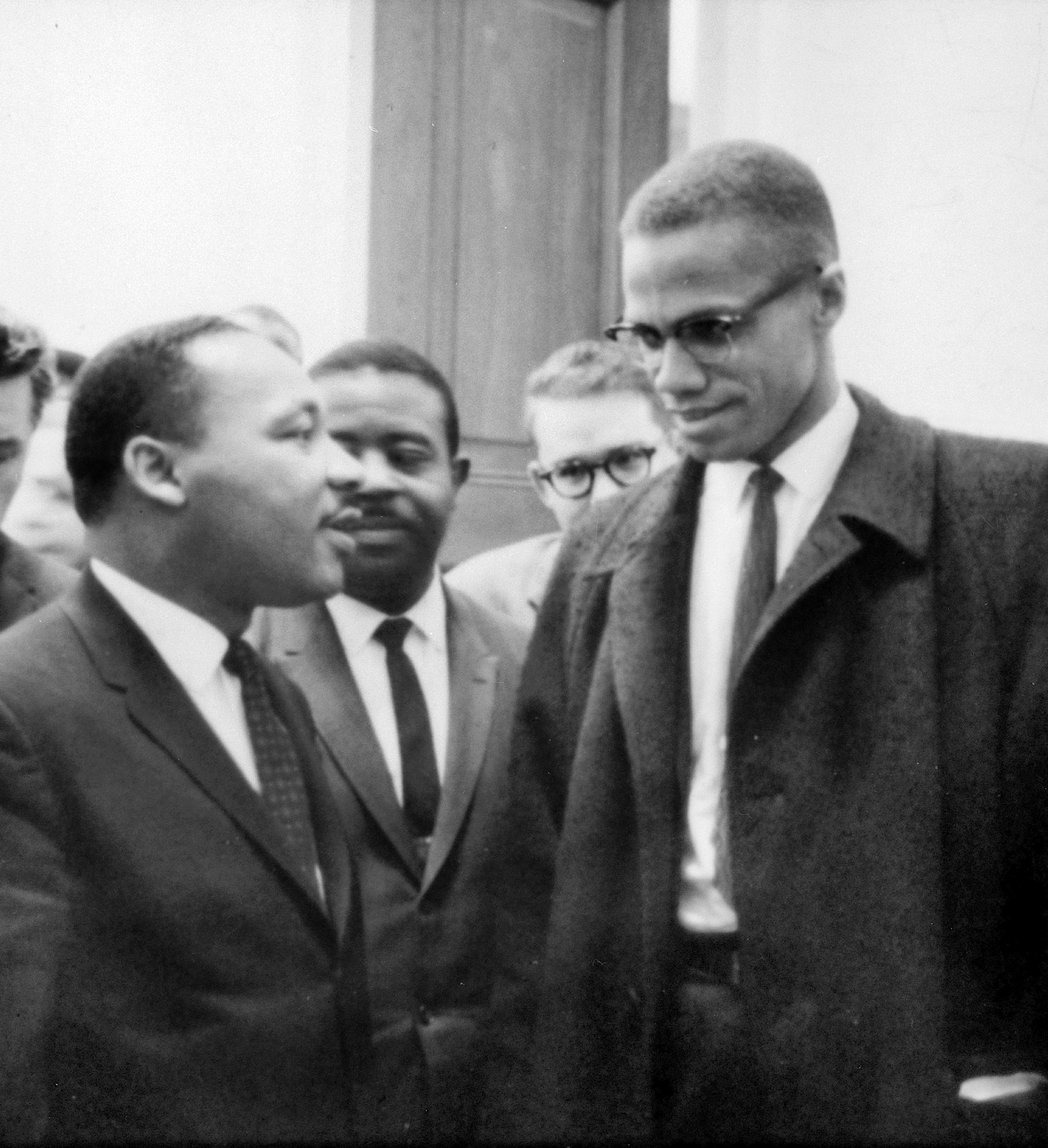
キング牧師と対面するマルコムX（1964年3月26日）

1964年3月26日、マルコムはキング牧師と最初で最後の対面をした。これは予定されていたものではなく、その日二人がたまたま公民権法に関する論議を聞くためにアメリカ合衆国議会議事堂を訪れていたために実現したものであり、会話も挨拶のみで短い時間で終わった。
マルコムXは一時期、融和的なキング牧師を批判し、双方が対立していたとされてきたが、側近や親族の証言によると、晩年の2人の主張や姿勢は接近していたという。マルコムXは晩年イスラム教社会主義へ変わり、キング牧師と目指すところは同じだと語った。キング牧師は、暗殺される前の数年間、急進的になったとも言われている。

## モハメド・アリとの関係
マルコムは生前及び没後もなお、多くの人物に影響を与えた。なかでもよく知られているのがモハメド・アリのケースである。
ケネディ暗殺に関する発言でNOIから謹慎処分となっていたマルコムは、1962年にアリのボディガードだったNOIマイアミモスクの指導者からの誘いでマイアミに赴き、アリと対面した。アリはマルコムと出会う数年前からイスラム教徒だったが、マルコムの思想に影響され、その後NOIに入信する。また既にカシアス・クレイの名で世界チャンピオンにもなっていたアリが、NOIから授かったムスリム名モハメド・アリへと改名したことは周囲を驚かせることになった。またアリは、マルコムの影響を受けてベトナム戦争の徴兵令を拒否した。これは世界タイトルの剥奪及び試合停止などの処分を伴う厳しい選択であったが、アリは自身の理念を貫いた。
NOIを脱退したマルコムは、アリにスンニ派イスラム教への改宗を勧めたが、アリはこれを断り、マルコムとの関係も絶ってしまった。これについてアリは「人生で最も後悔している出来事の1つ」と自伝で述べている。

## 語録
- 「白人は黒人の背中に30cmのナイフを突き刺した。白人はそれを揺すりながら引き抜いている。15cmくらいは出ただろう。それだけで黒人は有難いと思わなくてはならないのか？白人がナイフを抜いてくれたとしても、まだ背中に傷が残ったままじゃないか（公民権運動は前進している、という主張に対して）」
- 「ニーチェ、カント、ショーペンハウアー、全て読んだが尊敬できない。彼らは、さして重要でないことを議論するのに多くの時間を使いすぎている。彼らはこれまでの私が出会った、多くの黒人のいわゆるインテリたちを思い出させる。彼らはいつも役に立たないことについて議論していた。だが、スピノザには感銘を受けた」
- 「私が思うに自業自得であり（チキンズ・カミング・ホーム・トゥ・ルースト）、白人の憎悪の拡大が容認され、ついには大統領を殺してしまった。起こるべくして起こった事件だ。（ケネディ大統領暗殺事件について）」

## 関連作品
映画
- 『マルコムX』（1992年、スパイク・リー監督、演：デンゼル・ワシントン）
- 『あの夜、マイアミで』（2020年、レジーナ・キング監督、演：キングズリー・ベン＝アディル）

ドキュメンタリー映画
- 『ドキュメンタリー マルコムX（英語: Malcolm X (1972_film)）』（1972年、  アーノルド・パール監督、原作：「マルコムX自伝」 ）
- 『マルコムX暗殺の真相（英語:  Who Killed Malcolm X?）』（2020年、レイチェル・ドレッツィン、フィル・ベルテルセン監督）
- 『ブラッド・ブラザーズ：マルコムXとモハメド・アリ（英語: Blood Brothers: Malcolm X & Muhammad Ali）』（2021年、マーカス・A・クラーク監督）

テレビドラマ
- 『ジーニアス:キング牧師とマルコムX』（2024年）